# 4차원 영화

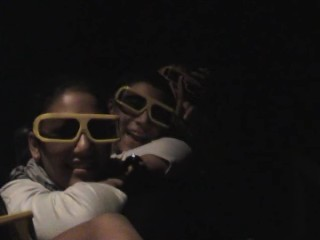
4차원 영화를 보는 장면 (네팔)

4차원 영화(4D 영화, 4-D 영화)는 영화를 볼 때 영상에서 효과가 발생했을 경우, 기계 장비 등을 통해 그 물리적인 효과를 주는 영화이다.
4차원 영화는 일반적으로 테마파크와 같은 곳에서 수 분 길이의 짧은 영상물과 함께 간단한 의자 움직임과 물 분사 등의 형태가 많았지만, 오늘날에는 CJ CGV의 4DX와 롯데시네마 등 대형 멀티플렉스 영화관에서 4D 상영관을 개관하여 운영하고 있다. 멀티플렉스의 4D 상영관에서 상영되는 4D 영화는 영화사 및 배급사에서 4D 포맷으로 배급한 것이 아니라 대형 멀티플렉스의 4D영화 개발팀에서 일반 극영화에 4D 효과를 추가한 것으로, 기존 테마파크의 의자 움직임과 물 분사 뿐만 아니라 바람, 안개, 비눗방울, 레이저, 조명, 향기 등과 같은 특수효과가 동반된다.

## 대한민국의 4차원 영화 개봉작
| 1 | 《우주의 신비》                       |                  | Smartplex |                  |
| 2 | 《살아있는 야생탐험》                 |                  | Smartplex |                  |
| 3 | 《잃어버린 세계를 찾아서》            | 2009년 1월 22일  | 4DX 3D    |                  |
| 4 | 《몬스터 vs 에일리언》                | 2009년 4월 3일   | 4DX 3D    |                  |
| 5 | 《블러디 발렌타인》                   | 2009년 7월 9일   | 4DX 3D    |                  |
| 6 | 《아이스 에이지 100: 공룡시대》       | 2009년 8월 12일  | 4DX 3D    |                  |
| 7 | 《좋은 놈, 나쁜 놈, 이상한 놈》       | 2009년 9월 17일  | 4DX 2D    |                  |
| 8 | 《파이널 데스티네이션 4》             | 2009년 10월 1일  | 4DX 3D    |                  |
| 9 | 《전우치》                            | 2009년 12월 23일 | 4DX 2D    |                  |
| 10 | 《아바타》                            | 2010년 1월 21일  | 4DX 3D    |                  |
| 11 | 《퍼시 잭슨과 번개 도둑》             | 2010년 2월 11일  | 4DX 3D    |                  |
| 12 | 《아이언 맨》                         | 2010년 4월 7일   | 4DX 2D    |                  |
| 13 | 《드래곤 길들이기》                   | 2010년 5월 20일  | 4DX 3D    |                  |
| 14 | 《해운대》                            | 2010년 7월 22일  | 4DX 2D    |                  |
| 15 | 《슈퍼 배드》                         | 2010년 9월 16일  | 4DX 3D    |                  |
| 16 | 《심야의 FM》                         | 2010년 10월 14일 | 4DX 2D    |                  |
| 17 | 《나탈리》                            | 2010년 10월 28일 | 4DX 3D    |                  |
| 18 | 《초능력자》                          | 2010년 11월 10일 | 4DX 2D    |                  |
| 19 | 《쏘우 3D》                           | 2010년 11월 18일 | 4DX 3D    |                  |
| 20 | 《스카이라인》                        | 2010년 11월 24일 | 4DX 3D    |                  |
| 21 | 《나니아 연대기: 새벽 출정호의 항해》 | 2010년 12월 8일  | 4DX 3D    |                  |
| 22 | 《트론: 새로운 시작》                 | 2010년 12월 29일 | 4DX 3D    |                  |
| 23 | 《그린 호넷》                         | 2011년 1월 27일  | 4DX 3D    |                  |
| 24 | 《노미오와 줄리엣》                   | 2011년 4월 14일  | 4DX 3D    |                  |
| 25 | 《분노의 질주: 언리미티드》           | 2011년 4월 28일  | 4DX 2D    |                  |
| 26 | 《캐리비안의 해적: 낯선 조류》        | 2011년 5월 19일  | 4DX 3D    |                  |
| 27 | 《쿵푸팬더 2》                        | 2011년 6월 2일   | 4DX 3D    |                  |
| 28 | 《트랜스포머 3》                      | 2011년 6월 29일  | 4DX 3D    |                  |
| 29 | 《리오》                              | 2011년 7월 20일  | 4DX 3D    |                  |
| 30 | 《7광구》                             | 2011년 8월 4일   | 4DX 3D    |                  |
| 31 | 《혹성탈출: 진화의 시작》             | 2011년 8월 17일  | 4DX 2D    |                  |
| 32 | 《최종병기 활》                       | 2011년 9월 8일   | 4DX 2D    |                  |
| 33 | 《리얼 스틸》                         | 2011년 10월 12일 | 4DX 2D    |                  |
| 34 | 《신들의 전쟁》                       | 2011년 11월 10일 | 4DX 3D    | IOSONO 3D Sound2 |
| 35 | 《미션 임파서블: 고스트 프로토콜》    | 2011년 12월 15일 | 4DX 2D    |                  |
| 36 | 《마이 웨이》                         | 2011년 10월 12일 | 4DX 2D    | IOSONO 3D Sound  |
| 37 | 《다크 아워》                         | 2012년 1월 5일   | 4DX 3D    |                  |
| 38 | 《장화 신은 고양이》                  | 2012년 1월 11일  | 4DX 2D    |                  |
| 39 | 《주토피아》                          | 2016년 2월 17일  | 4DX 3D    |                  |
| 참고: 1. 개봉일은 대한민국 4D 상영 시작일을 말한다. 2. IOSONO 3D Sound로 리마스터링되어, IOSONO 3D Sound System이 설치된 4DX에서는 3D 사운드로 만나볼 수 있는 상영작이다. |                                       |                  |           |                  |

## 같이 보기
- 4DX